# Beccariola philippinica
Beccariola philippinica es una especie de coleóptero de la familia Endomychidae.

## Distribución geográfica
Habita en Mindanao Filipinas.